# Древохостице
Древохостице (чеш. Dřevohostice) је насељено мјесто са административним статусом варошице (чеш. městys) у округу Преров, у Оломоуцком крају, Чешка Република.

## Становништво
Према подацима о броју становника из 2014. године насеље је имало 1.528 становника.